# Montañas Trout Creek
Las montañas Trout Creek son una remota y semiárida cadena de montañas rocosas de la Gran Cuenca, ubicada principalmente al sureste de Oregón y parcialmente al norte de Nevada en Estados Unidos. El punto más alto de la cordillera es Orevada View Benchmark a 8.506 pies de altura (2.593 m) sobre el nivel del mar. Disaster Peak, con una elevación de 7.781 pies de altura (2.372 m), es otra cumbre prominente ubicada en una porción de las montañas de Nevada.
Las montañas son características topográficas de las cadenas montañosas de la Gran Cuenca que en su mayoría son paralelas y alternan con los valles planos. Además, generalmente están orientadas de norte a sur, las Montañas Trout Creek se componen principalmente de bloques de falla de basalto, los cuales provienen de un antiguo volcán y otros respiraderos, en la parte superior de las rocas metamórficas más antiguas. No obstante, el extremo sur de la cordillera presenta varios afloramientos rocosos de granito. En general, la falla del terreno está dominado por colinas ondulantes y lomas cortadas por acantilados y cañones.
La mayoría de la cordillera es terreno público que está administrado por la Oficina de Gestión de Tierras. Hay muy poco desarrollo humano en la región remota — el pastoreo del ganado y ganadería son los usos humanos primordiales — pero las antiguas minas en la Caldera de McDermitt produjeron algunas de las cantidades más grandes de mercurio en América del Norte en el siglo XX. Los terrenos públicos en las montañas están abiertos a la recreación, pero rara vez son visitados. La vegetación incluye grandes franjas de artemisia tridentata, además se encuentra hierbas de desierto, álamo de Virginia y alisos. El urogallo y carbonero montañés son dos especie de aves nativas de la cordillera, y los mamíferos comunes incluyen el berrendo y liebres.
A pesar del clima seco de la zona, algunos arroyos proporcionan un hábitat para la trucha degollada de Lahontan durante todo el año. La población de peces en las montañas Trout Creek disminuyeron a lo largo del siglo XX. En la década de 1980, los efectos de asignaciones de pastoreo en zonas ribereñas y los peces condujeron al conflicto de uso de la tierra. El grupo de trabajo de la montaña Trout Creek fue formado en 1988 para ayudar a resolver los desacuerdos entre propietarios del ganado, ecologistas, organismos gubernamentales, y otras partes interesadas. Los interesados se reunieron y acordaron cambios en la prácticas del uso de la tierra, y desde principio de los 90s, las zonas ribereñas han empezado a recuperarse.

## Geografía
Las montañas Trout Creek están en una zona muy remota del sureste de Oregón y el norte de Nevada, en el condado de Harney y Humboldt. Los asentamientos humanos más cercanos son el rancho Whitehorse, a unas 20 millas (32 km) directamente al norte desde la mitad de las montañas; Fields, Oregón, a unas 23 millas (37 km) al noroeste; Denio, Nevada, aproximadamente a 15 millas (24 km) hacia el oeste; y McDermitt, Nevada–Oregón, aproximadamente 30 millas (48 km) al este. Las montañas están aproximadamente a unas 150 millas (240 km) directamente al suroeste de Boise, Idaho, y 190 millas (310 km) al noreste de Reno, Nevada.
La cordillera y zonas no montañosas aledañas cubren un área de 811 millas cuadradas (2.100 km2). Las montañas se extienden 51 millas (82 km) del norte al sur y 36 millas (58 km) del este al oeste. La cordillera está ubicada más en Oregón (78%) que en Nevada (22%). El punto más alto de la cordillera es Orevada View Benchmark, a 8.506 pies de altura (2.593 m) sobre el nivel del mar y está ubicada en Nevada a una milla al sur de la frontera de Oregón. Aproximadamente a dos millas al sureste de Orevada View está Disaster Peak, "una grande y simétrica colina que es visible a lo largo de la región." A 7.781 pies (2,372 m), Disaster Park ancla el extremo sur de las montañas en una subcordillera llamada Los Granitos.
Las montañas del Cañón de Oregón limitan con las montañas Trout Creek al este, a lo largo del condado de Harney-Malheur (de acuerdo a la definición del Servicio Geológico de Estados Unidos), mientras que las montañas que llevan de nombre “Pueblo” son la siguiente cordillera al oeste de las montañas Trout Creek. Las montañas Bilk Creek están en Oregón y Nevada limitando las montañas Trout Creek al suroeste; las dos cordilleras están separadas por Log Cabin Creek y South Fork Cottonwood Creek. Al sur de las montañas Trout Creek está el valle del río Kings, el cual separa las montañas de Bilk Creek al oeste de las montañas Montana.
El terreno en las montañas Trout Creek varía desde cuencas amplias y planas y colinas ondulantes hasta altos acantilados cortados por cañones profundos. Los cañones tienen paredes empinadas con pendientes de talud suelto en el fondo. A pesar de que la mayoría de arroyos de la cordillera no circulan durante todo el año, en las montañas hay prados alrededor de manantiales. Los principales arroyos que fluyen del norte de las laderas de las montañas incluyen (desde el oeste al este) Cottonwood Creek, Trout Creek, Willow Creek y Whitehorse Creek. Todos estos arroyos desembocan en las cuencas endorreicas en el condado de Harney, Oregón. Trout Creek y Whitehorse Creek son las más grandes de las cuatro. El río Kings y McDermitt Creek drenan una zona en la ladera sur de las montañas Trout Creek. El río Kings comienza en Los Granitos y desemboca desde el sur hacia Nevada, donde se encuentra con el río Quinn, el mismo que se evapora en el desierto de Black Rock. McDermitt Creek comienza en Oregón a unas pocas millas al norte de Los Granitos y generalmente fluye hacia el este, cruzando cinco veces la frontera de Oregón y Nevada antes de desaparecer en el suelo del valle Quinn River al sur de McDermitt.

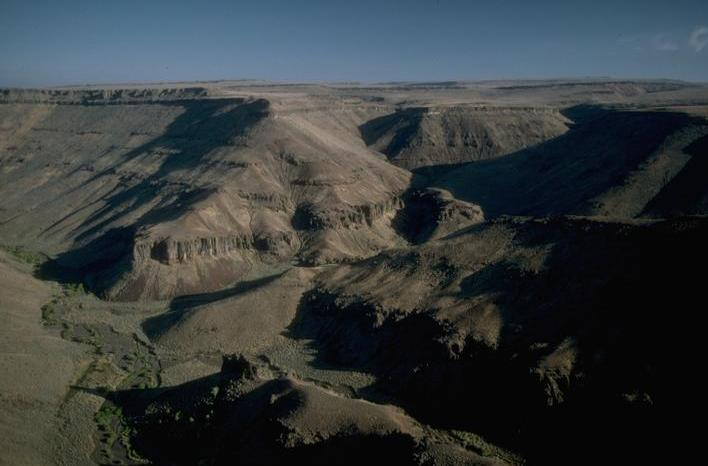
El cañón Trout Creek en las cuenca y país de gama de Oregón

## Geología
Las montañas yacen en la provincia geológica de Basin y Range, o la Gran Cuenca del oeste de Estados Unidos, la cual se caracteriza por bloques de falla paralelos que forman largas cordilleras de norte a sur separadas por amplios y altos valles. Las montañas Trout Creek son bloques de fallas elevados e inclinados con acantilados empinados a lo largo de los lados sur y este. La zona sur de la cordillera, conocida como Los Granitos, tiene numerosos afloramientos de granito cretácico. Estos afloramientos de granito se encuentran comúnmente en los valles erosionados debajo de crestas volcánicas.
Las rocas de las montañas Trout Creek son principalmente de basalto de un volcán en escudo que estuvo donde hoy en día se encuentra la montaña Steens. Hace unos 17 millones de años, durante la época del Mioceno, el punto de acceso de Yellostone estaba ubicado debajo de la corteza delgada del sureste de Oregón causando erupciones desde Steens y los respiraderos cercanos. Las erupciones de Steens duraron cerca de un millón de años y provocaron al menos 70 flujos de lava basáltica. Las fallas posteriores asociadas con el adelgazamiento de la corteza regional de Basin y Range elevaron e inclinaron las rocas para dar forma a las montañas Trout Creek.
Bajo las rocas basálticas se encuentran rocas metamórficas mucho más antiguas que pueden estar asociadas a algunas de las formaciones triásicas de las montañas Blue en el noreste de Oregón. Incluso se puede encontrar diorita y granodiorita dentro de las rocas metamórficas, así como cuerpos intrusivos que parecen haberse formado durante el Cretácico.
Un dato geológico importante de las montañas Trout Creek es la caldera McDermitt. Esta caldera de forma ovalada es un domo de lava colapsado que se extiende a lo largo de la frontera entre Oregón y Nevada en el lado oriental de la cordillera, al sur de las montañas del Cañón de Oregón. Tiene unos 45 km de largo y 35 km de ancho. Como consecuencia de las erupciones volcánicas de principios del Mioceno, el domo de lava se originó. Alrededor de cinco grandes flujos piroclásticos se produjeron junto con una gran estructura de cúpula de riolita. Cuando el domo se derrumbó hace unos 16 millones de años, se formó la caldera. Los yacimientos de la caldera son importantes, y se han extraído mena, mercurio y uranio en ocho o más lugares de la caldera y sus alrededores. El antimonio, el cesio y el litio se minaron en otros puntos de la caldera.

## Clima
Las montañas de Trout Creek son semiáridas porque se encuentran en la sombra orográfica oriental de las cordilleras del oeste. A medida que el aire húmedo del Océano Pacífico se desplaza hacia el este sobre las cordilleras costeras de Oregón y California y la Cordillera de las Cascadas, la mayor parte de las precipitaciones caen en esas montañas antes de llegar a las Montañas de Trout Creek. Como resultado, el promedio de precipitaciones anuales en las Montañas de Trout Creek es de sólo 8 a 26 pulgadas (200 a 660 mm) por año, con la mayoría de las áreas recibiendo entre 8 y 12 pulgadas (200 y 660 mm) anualmente. Un gran porcentaje de las precipitaciones anuales se producen entre principios de marzo y finales de junio. La mayor parte del resto cae en forma de nieve durante los meses de otoño e invierno. Cuando la nieve está por debajo de los 1.800 metros, suele derretirse en abril; sin embargo, en las zonas más altas, la nieve puede permanecer hasta mediados de junio. Las inundaciones locales suelen producirse en primavera cuando se derrite el manto de nieve.
En marzo y abril, la intensidad de los vientos preponderantes, procedentes del oeste-suroeste, es mayor. Las tormentas breves e intensas son habituales entre abril y octubre. Mientras que durante los meses de verano, las tormentas suelen ser más aisladas y a menudo producen rayos sin intensidad (tormenta seca).
| Parámetros climáticos promedio de Rancho Whitehorse, Oregón (en la zona baja de Whitehorse Creek, al norte de las Montañas Trout Creek) | Parámetros climáticos promedio de Rancho Whitehorse, Oregón (en la zona baja de Whitehorse Creek, al norte de las Montañas Trout Creek) | Parámetros climáticos promedio de Rancho Whitehorse, Oregón (en la zona baja de Whitehorse Creek, al norte de las Montañas Trout Creek) | Parámetros climáticos promedio de Rancho Whitehorse, Oregón (en la zona baja de Whitehorse Creek, al norte de las Montañas Trout Creek) | Parámetros climáticos promedio de Rancho Whitehorse, Oregón (en la zona baja de Whitehorse Creek, al norte de las Montañas Trout Creek) | Parámetros climáticos promedio de Rancho Whitehorse, Oregón (en la zona baja de Whitehorse Creek, al norte de las Montañas Trout Creek) | Parámetros climáticos promedio de Rancho Whitehorse, Oregón (en la zona baja de Whitehorse Creek, al norte de las Montañas Trout Creek) | Parámetros climáticos promedio de Rancho Whitehorse, Oregón (en la zona baja de Whitehorse Creek, al norte de las Montañas Trout Creek) | Parámetros climáticos promedio de Rancho Whitehorse, Oregón (en la zona baja de Whitehorse Creek, al norte de las Montañas Trout Creek) | Parámetros climáticos promedio de Rancho Whitehorse, Oregón (en la zona baja de Whitehorse Creek, al norte de las Montañas Trout Creek) | Parámetros climáticos promedio de Rancho Whitehorse, Oregón (en la zona baja de Whitehorse Creek, al norte de las Montañas Trout Creek) | Parámetros climáticos promedio de Rancho Whitehorse, Oregón (en la zona baja de Whitehorse Creek, al norte de las Montañas Trout Creek) | Parámetros climáticos promedio de Rancho Whitehorse, Oregón (en la zona baja de Whitehorse Creek, al norte de las Montañas Trout Creek) | Parámetros climáticos promedio de Rancho Whitehorse, Oregón (en la zona baja de Whitehorse Creek, al norte de las Montañas Trout Creek) |
| Mes | Ene. | Feb. | Mar. | Abr. | May. | Jun. | Jul. | Ago. | Sep. | Oct. | Nov. | Dic. | Anual |
| --- | --- | --- | --- | --- | --- | --- | --- | --- | --- | --- | --- | --- | --- |
| Temp. máx. media (°C) | 5.2 | 8.2 | 12.3 | 16.1 | 20.4 | 25.2 | 30.9 | 30.3 | 25.4 | 18.7 | 10.6 | 4.9 | 17.3 |
| Temp. media (°C) | -0.4 | 1.8 | 5.2 | 8.4 | 12.4 | 16.5 | 21.7 | 20.8 | 16.0 | 10.3 | 3.7 | -1.0 | 9.6 |
| Temp. mín. media (°C) | -6.2 | -4.7 | -1.9 | 0.7 | 4.4 | 7.8 | 12.4 | 11.4 | 6.6 | 1.8 | -3.1 | -6.8 | 1.9 |
| Precipitación total (mm) | 16 | 18 | 22 | 23 | 24 | 14 | 5.3 | 17 | 14 | 14 | 17 | 18 | 202.3 |
| Fuente: Oficina Nacional de Administración Oceánica y Atmosférica, Datos habituales del Centro Nacional de Datos Climáticos 1981-2010   | | | | | | | | | | | | | |

## Ecología

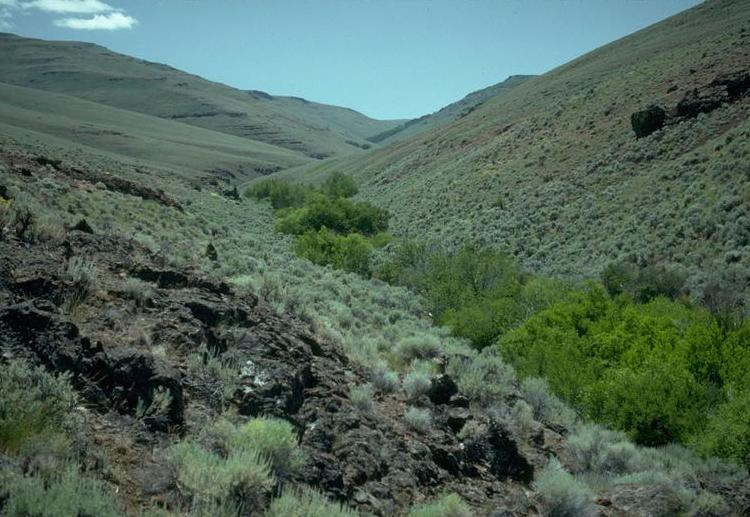
El estrecho riparian greenway a lo largo de Trout Creek

### Flora
Entre los árboles de las montañas de Trout Creek predominan la artemisia y las hierbas del desierto. Otros arbustos comunes son el matorral amargo (purshia), la mora de las nieves (symphoricarpos) y el Ceanothus. También se observan Cercocarpus de montaña en algunas zonas. Entre las especies de hierba más comunes se encuentran la festuca idahoensis, el pasto de trigo, la espiguilla (bromus tectorum), achnaterum occidentale, el pasto azulado de Sandberg (poa secunda), el Achnatherum thurnerianum de Thurber y el helecho cola de ardilla (elymus elymoides), así como la hierba silvestre de la cuenca (leymus cinereus) en algunas zonas bien drenadas.
Los humedales de pradera y las zonas ribereñas (vegetación a lo largo de las riberas de los arroyos) ocupan menos del 1% del área de distribución. Sin embargo, estas zonas son vitales para el ecosistema local. Las praderas rodean a los manantiales, que se encuentran en su mayoría en tierras altas de suave pendiente o en los fondos de los arroyos, y tienen un tamaño que oscila entre 0,40 y 2,02 hectáreas (1 y 5 acres). Siguiendo los arroyos de todo el año hay estrechas vías verdes ribereñas. Asimismo, muchas zonas de vías verdes tienen arboledas de álamos temblones y sauces. Las arboledas de álamos y alisos pueden encontrarse en las zonas más bajas, donde el terreno es más llano y los canales de los arroyos son más anchos. Además, los juncos (ciperáceas) y las junqueras (juncáceas) son nativos de los fondos de estos arroyos. Sin embargo, años de intenso pastoreo en algunas partes de la cordillera provocaron la pérdida de algunas especies de hierba, vegetación ribereña, álamo temblón y sauces jóvenes. La restauración de las zonas ribereñas comenzó a principios de la década de 1970, cuando se pusieron en marcha planes para reducir el pastoreo en los años 80 y principios de los 90. No obstante, grandes incendios forestales en el sureste de Oregón durante el verano de 2012 quemaron gran parte de la vegetación de la cordillera, perjudicando los ecosistemas ribereños y matando a cientos de cabezas de ganado.

### Fauna

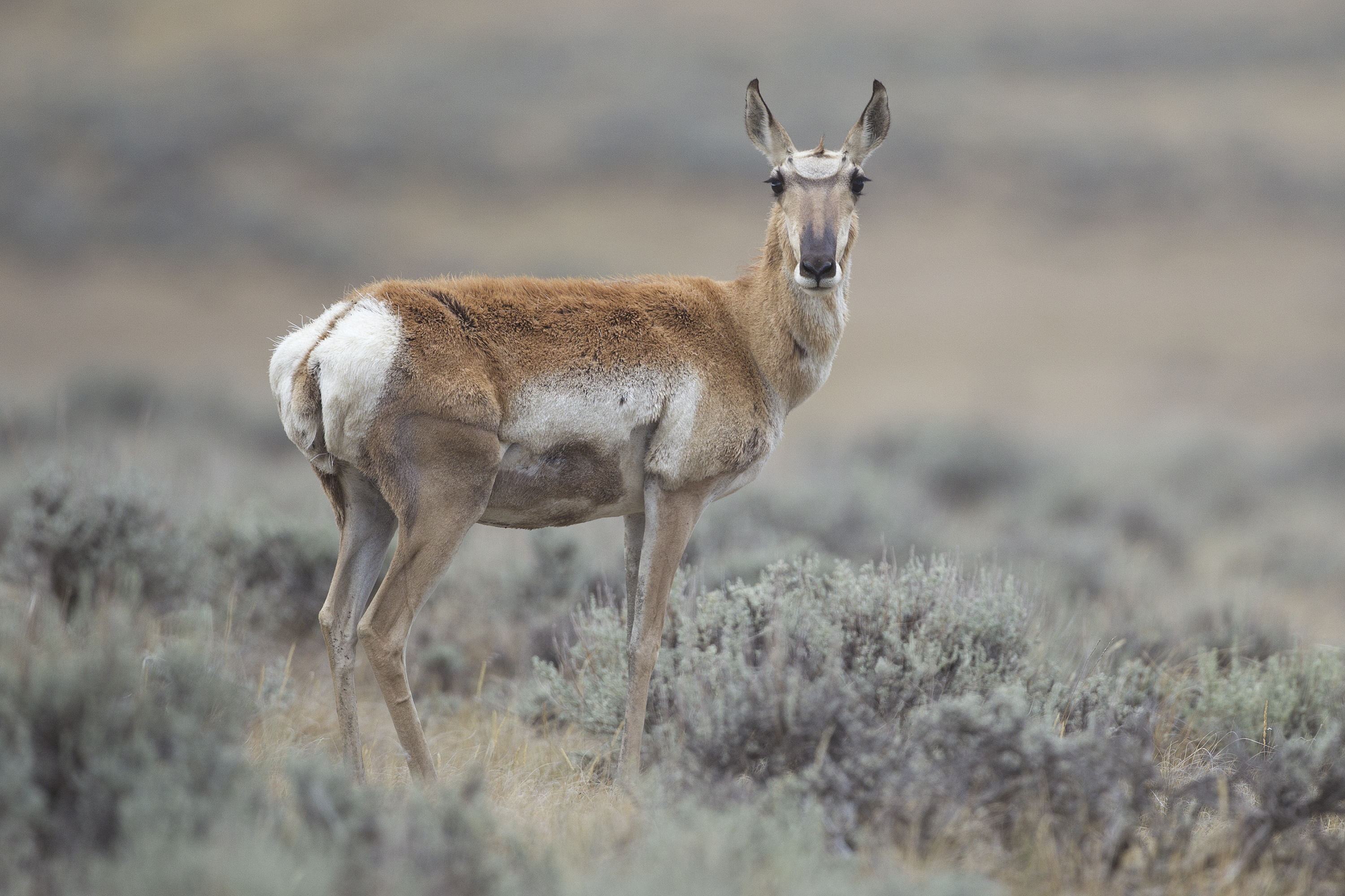
Berrendo Hembra

La fauna de las Montañas de Trout Creek está adaptada al entorno del Alto Desierto de Oregón. Es habitual encontrar berrendos en las cuencas abiertas cubiertas de arbustos, mientras que los venados burras viven en las arboledas de álamos y sauces. En la zona alta también hay carneros de las Rocosas, pumas y linces rojos. A lo largo de la cordillera abundan los conejos y los coyotes. Los caballos salvajes atraviesan a veces las montañas cuando recorren la Gran Cuenca. Otros mamíferos son la ardilla de tierra del norte, el conejo rabo de algodón de montaña (sylvilagus nuttallii) y la ardilla de tierra de Belding (Urocitellus beldingi). Los castores norteamericanos viven en los arroyos y a lo largo de ellos, al igual que las ranas arborícolas del Pacífico (pseudacris regilla), los sapos mosqueros del oeste (spea hammondi) y las serpientes jarreteras (thamnophis). Entre las especies de aves autóctonas se encuentran el urogallo de la salvia o artemisas (centrocercus), el carbonero o Chickadee de la montaña (poecile gambeli), el junco ojioscuro (junco hyemalis), la reinita gris (setophaga nigrescencs), la curruca de Virginia (oreothlypis virginiae), la curruca de MacGillivray (geothlypis tolmiei), el jilguero de los pinos (spinus pinus), el piquituerto (loxia curvirostra), el sastrecillo (psaltriparus minimus), el zorzal ermitaño (catharus guttatus), el gavilán azor (accipiter gentilis), y especies de cuervos (corvus corax) y águilas.
Numerosos arroyos de las Montañas de Trout Creek albergan truchas, incluida la rara subespecie de trucha degollada de Lahontan. Entre ellos se encuentran Willow Creek, Whitehorse Creek, Little Whitehorse Creek, Doolittle Creek, Fifteen Mile Creek, Indian Creek, Sage Canyon Creek, Line Canyon Creek y algunos afluentes de McDermitt Creek. Esta especie vive en poblaciones pequeñas y aisladas que a menudo se limitan a arroyos individuales, muchos de ellos en las Montañas de Trout Creek. Estas poblaciones presentan importantes diferencias genéticas debido a su historia de aislamiento. De hecho, durante la mayor parte del siglo XX, el número de truchas disminuyó considerablemente. Posteriormente, fue incluida en la lista de especies en peligro de extinción por la ley federal en 1970 y fue reclasificada como especie amenazada en 1975. Las razones del declive de este pez incluyen la degradación del hábitat por el pastoreo del ganado, la sequía, la sobrepesca, la competencia con otros peces y la hibridación con la trucha arcoíris introducida, hecho que disminuyó el número de truchas degolladas de Lahontan genéticamente puras. Sin embargo, desde la década de 1980 la reducción del pastoreo de ganado en las zonas ribereñas permitió que el hábitat y las poblaciones de peces empezaran a recuperarse.

## Usos humanos

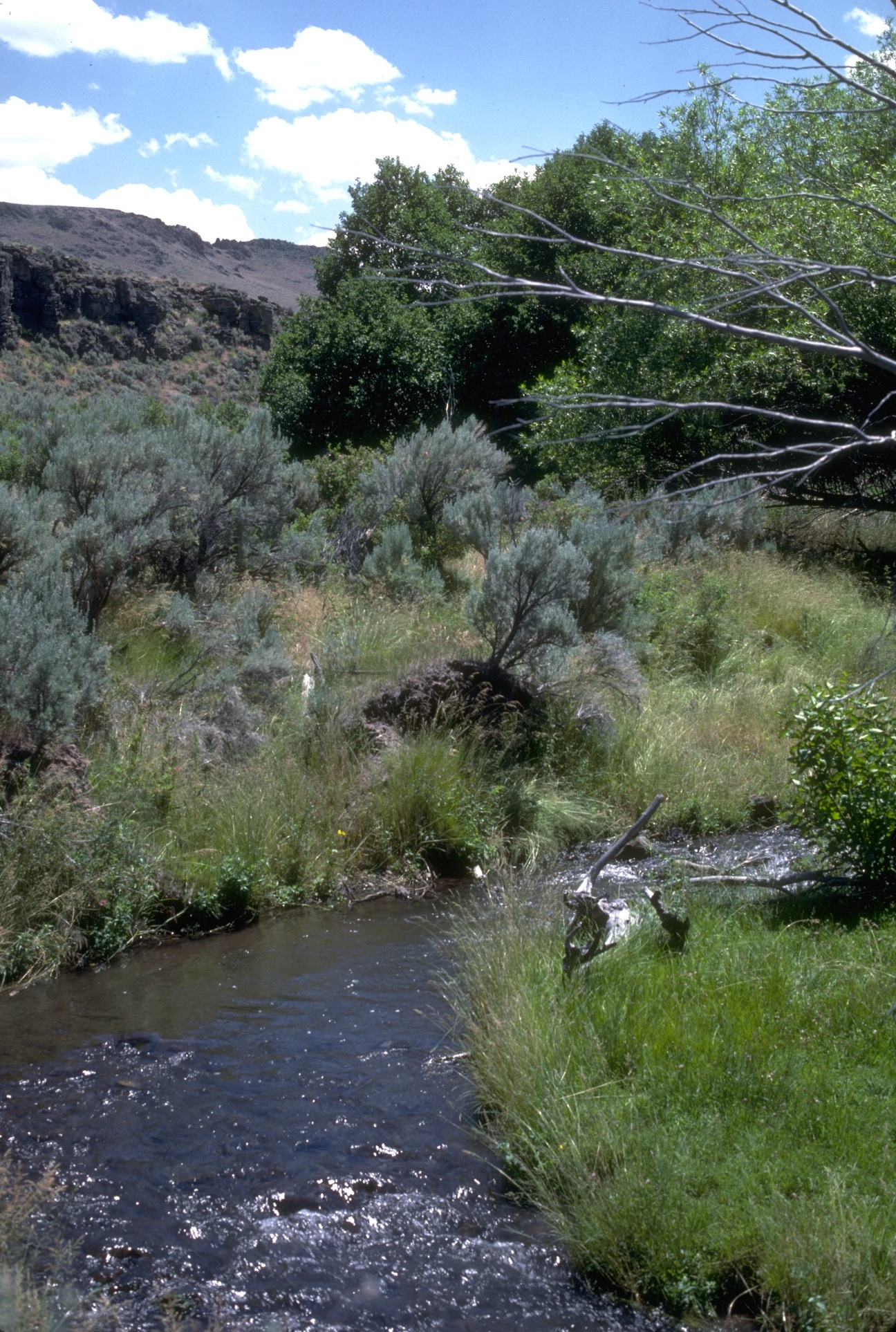
Willow Creek es un hábitat crítico para la trucha.

La Oficina de Gestión de Tierras (en inglés Bureau of Land Management, abreviado como BLM) administra la mayor parte de las tierras de las Montañas de Trout Creek, pero ahí también existen algunas tierras privadas y algunas carreteras en la zona. Las tierras privadas se utilizan principalmente para la ganadería a lo largo de los arroyos de la montaña, mientras que las tierras de la BLM incluyen grandes asignaciones de pastoreo para el ganado de los hacendados locales. Desde 1892, se han registrado al menos 100 solicitudes de explotación minera en las montañas, algunas de las cuales fueron por la explotación de oro. La minería comercial se ha producido en algunas zonas, sobre todo cerca de la Caldera McDermitt, donde se había extraído uranio y grandes cantidades de mercurio. En el sector de las minas de lo que se llamó el Distrito Minero de Opalita se produjeron 270.000 frascos de mercurio- "el recurso más rico del hemisferio occidental"- a partir del cinabrio extraído de la Caldera en el siglo XX. Las dos principales minas productoras de mercurio en Norteamérica fueron las minas de Cordero y McDermitt situadas cerca de la Caldera, en Nevada. Ambas, funcionaron desde el año de 1933 hasta el año de 1989. La mina MCdermitt, la última mina de mercurio de Estados Unidos se cerró tres años después, en 1992. Sin embargo, la exploración minera ha continuado en la Mina Cordero en el siglo XXI, y los residuos que contienen mercurio y arsénico fueron devueltos allí desde la comunidad de McDermitt como parte de un proyecto de limpieza por la Agencia de Protección Ambiental de los Estados Unidos.
La cordillera en su totalidad es muy remota; razón por la cual, hay pocos visitantes. Sin embargo, este lugar ofrece una experiencia en la naturaleza salvaje. Las actividades más populares son acampar, cazar, pescar y realizar senderismo. Además, el único sitio cercano de recreación está en Willow Creek Hot Springs, justo al sur del Rancho Whitehorse, cerca de ahí existen cientos de kilómetros de senderos designados para vehículos todoterreno. Debido a esto, los cazadores acuden a las montañas en busca de ciervos mulos, antílopes americanos, perdices chucares y conejos. En ocasiones se permite la pesca en algunos arroyos bajo la modalidad de captura y suelta. Adicionalmente, las montañas también son aptas para el senderismo de fondo o en senderos de caza en corredores naturales a lo largo de cañones y fondos de arroyos. Existen más de 100 yacimientos arqueológicos en la cordillera que documentan el uso por parte de los Paiute del Norte desde hace 7.000 años.
El pastoreo de ganado en las montañas de Trout Creek comenzó a finales del siglo XIX, y actualmente la Oficina de Gestión de Tierras supervisa las asignaciones de pastoreo de la zona. Por lo tanto, el ganado puede encontrarse pastando en algunos sectores durante los meses de primavera y verano. Razón por la cual, sus efectos en el medio ambiente local fueron objeto de controversia en la década de 1980.

### Compromiso de la gestión del territorio
En las décadas de 1970 y 1980, un intenso siglo de pastoreo de ganado había reducido una gran parte de la vegetación ribereña a lo largo de las riberas de los arroyos en las Montañas de Trout Creek y en otros lugares de la Gran Cuenca. Como consecuencia, las orillas de los arroyos se encontraban erosionadas y la vegetación de las tierras altas invadía las zonas ribereñas. Además, que las poblaciones de álamo temblón disminuyeron a medida que el ganado eliminaba los árboles jóvenes, lo que redujo la sombra producida sobre los arroyos y aumentando así la temperatura del agua. Estas condiciones ponen en peligro a la rara población de las truchas degolladas de Lahontan que fue designado oficialmente como una especie en peligro de extinción; por lo que, los grupos ecologistas comenzaros a promover la cancelación de los permisos de pastoreo en las montañas de Trout Creek.
A principios de la década de 1970, la Oficina de Gestión de Tierras identificó las zonas ribereñas afectadas y propuso proyectos para restaurar el hábitat natural en esas áreas. Se plantaron unos 20.000 sauces a lo largo de los arroyos, se construyeron pequeñas presas para crear más estanques en los arroyos y se añadieron vallas para proteger las zonas ribereñas del pastoreo. Luego, la agencia trató de reformar los planes de uso de la tierra para cambiar las prácticas de pastoreo, lo que se convirtió en un proyecto complejo y polémico.
Mientras los ecologistas presionaban a la Oficina de Gestión de Tierras para que cerrara gran parte de las Montañas de Trout Creek al pastoreo, los ganaderos frustrados se unieron a la Rebelión de los Sagebrush para proteger sus parcelas para la crianza de su ganado.  Al principio, parecía que la cuestión del pastoreo en la cordillera iba a dar lugar a prolongados litigios con recursos que podrían durar décadas. No obstante, en el año de 1988, diversos grupos de interés que representaban a todas las partes del problema se unieron para formar el Grupo de Trabajo de la Montaña de Trout Creek. El objetivo del grupo era encontrar una solución aceptable para todos, un plan que protegiera tanto la conservación ecológica de la tierra como las necesidades económicas de los hacendados.
Los miembros iniciales del Grupo de Trabajo de la Montaña de Trout Creek fueron:
- Asociación de Ganaderos de Oregón
- Rancho Whitehorse (el mayor rancho de la zona)
- Rancho McCormick
- Rancho Zimmerman
- Ranchos Wilkinson
- Consejo Ambiental de Oregón
- Trucha de Oregón
- Liga Izaak Walton
- Universidad Estatal de Oregón
- Departamento de Pesca y Vida Silvestre de Oregón
- Servicio de Pesca y Vida Silvestre de los Estados Unidos
- Oficina de Gestión de Tierras

Durante los siguientes años, el grupo siguió reuniéndose y debatiendo opciones para restaurar la tierra y satisfacer las necesidades económicas de los ganaderos locales, cabe recalcar que estas reuniones estaban abiertas al público.
El grupo acabó aprobando un plan de gestión del pastoreo que involucraban tanto la conservación ecológica de las zonas ribereñas sensibles como el bienestar económico de los hacendados. En el año de 1989, el rancho Whitehorse aceptó reservar dos parcelas para el pastoreo que sumaban 20.000 hectáreas para restaurar los senderos verdes de los arroyos y los pastizales de la montaña. Como consecuencia de esto, la zona del rancho situada en Fifteen Mile Creek estuvo sin uso durante tres años, y las asignaciones de Willow Creek  recibieron un tiempo de descanso de cinco años antes de reanudar la crianza de ganado. Adicionalmente, la temporada de este método de crianza de ganado en los pastizales de la montaña se redujo de cuatro a dos meses, y el número total del ganado vacuno que fueron liberados en las zonas de asignación se redujo de 3.800 a 2.200. Finalmente, se procedió a cercar las zonas sensibles con el fin de protegerlas del ganado y se construyeron fuentes adicionales de agua lejos de los arroyos. Asimismo, otras fincas también acordaron la reservación de determinados pastizales de Trout Creek, Cottonwood Creek y Whitehorse Butte.
En el año de 1991, la Oficina de Gestión de Tierras aprobó un nuevo plan de gestión de las parcelas de pastoreo. El cual se basaba en los acuerdos alcanzados por el Grupo de Trabajo de las Montañas de Trout Creek, y este entró en vigor en 1992. Desde entonces, la vegetación de las zonas ribereñas de las montañas de Trout Creek se ha recuperado, y los estudios realizados por el Servicio de Pesca y Vida Silvestre de los Estados Unidos han revelado que la población de truchas degolladas de Lahontan, que aún figura como amenazada, también se está recuperando.